# Туфізити
Туфізити (рос. фуффизиты, англ. tuffisite, нім. Tuffisite pl) – інтрузивні туфи і туфобрекчії, які не тільки складають жерла, але утворюють також жили, дайки і сілли. Термін застосовується для інтрузивних брекчій трапів Сибірської платформи, що залягають в горизонтальних або пологих товщах середнього палеозою. Утворення Т. пов'язане не з вибухом, а з впровадженням досить рухомої двофазної системи (газ + розпечені частки лави), які пов'язані з вертикальними вулканічними каналами на глибині. (Cloos, 1941).